# Mercury Cyclone
Mercury Cyclone var en amerikansk bilmodell tillverkad av Mercury Division inom Ford Motor Company i fyra olika generationer åren 1964–1971. Ursprungligen var det en prestandamodell av Mercury Comet och kallades följaktligen först för Mercury Comet Cyclone innan den från årsmodell 1968 blev en egen serie utan namnet ”Comet”. De tidigaste årsmodellerna identifieras lättast genom de två stora luftintagen i motorhuvens framkant. Modellen kunde vissa år fås med olika tillbehörspaket och kallades då Cyclone GT (1966–1971), Cyclone CJ (1969) eller Cyclone Spoiler (1970–1971). Men de sista åren var försäljningen väldigt blygsam och från årsmodell 1972 upphörde modellen helt och integrerades istället som en sportvariant kallat Cyclone Package av Mercury Montego, varav dock endast 30 bilar tillverkades totalt.

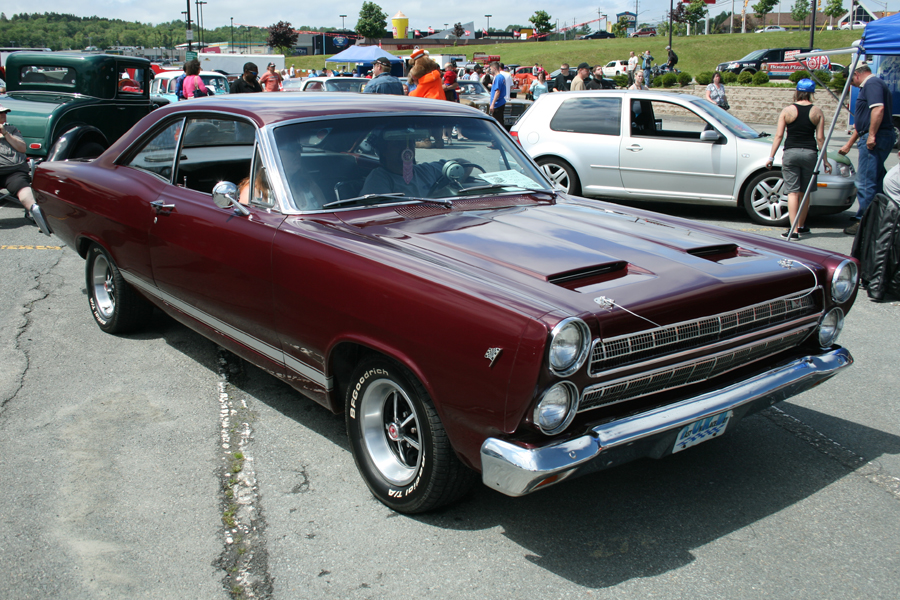
1966 Mercury Comet Cyclone GT Hardtop

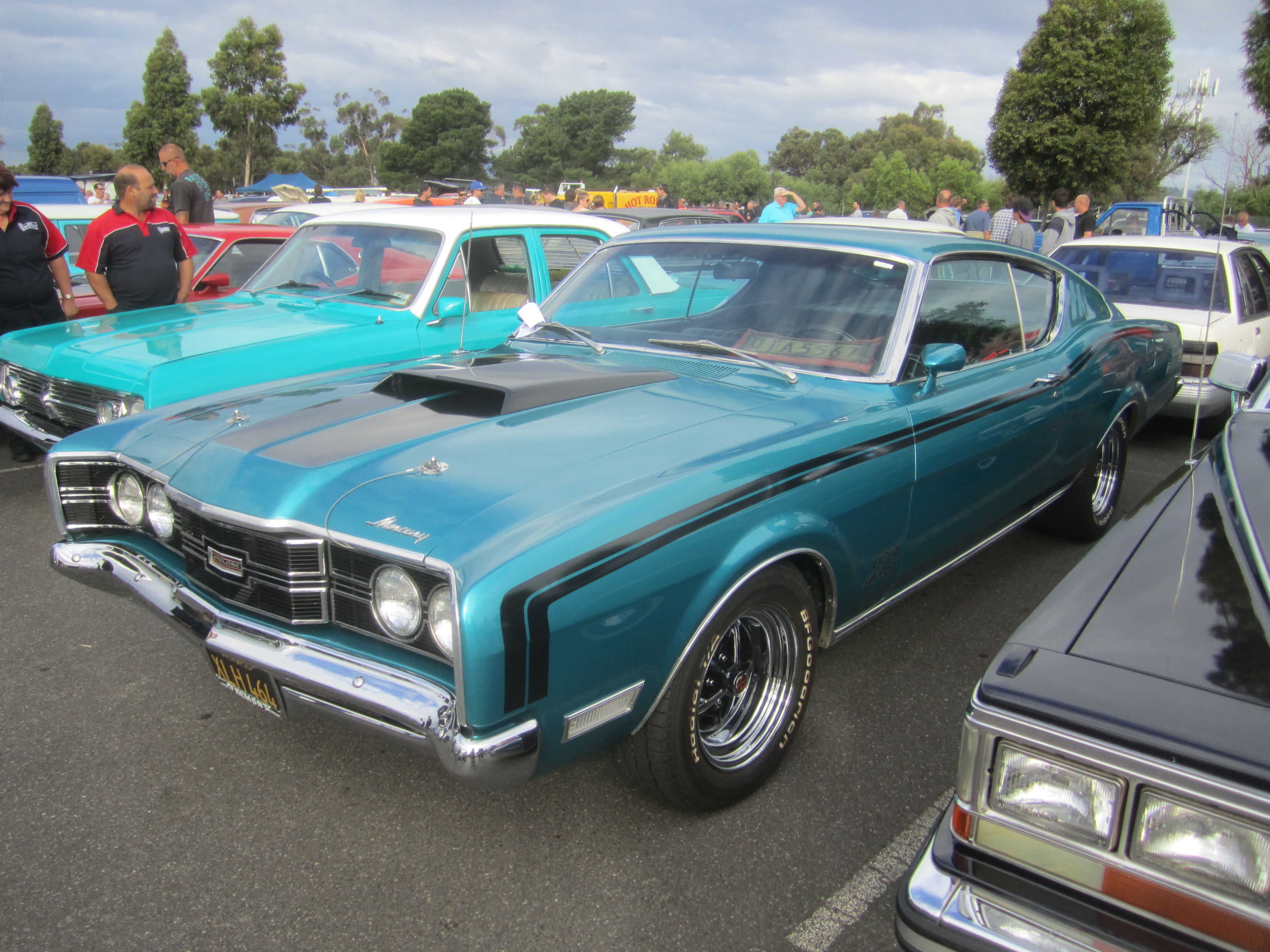
1969 Mercury Cyclone CJ

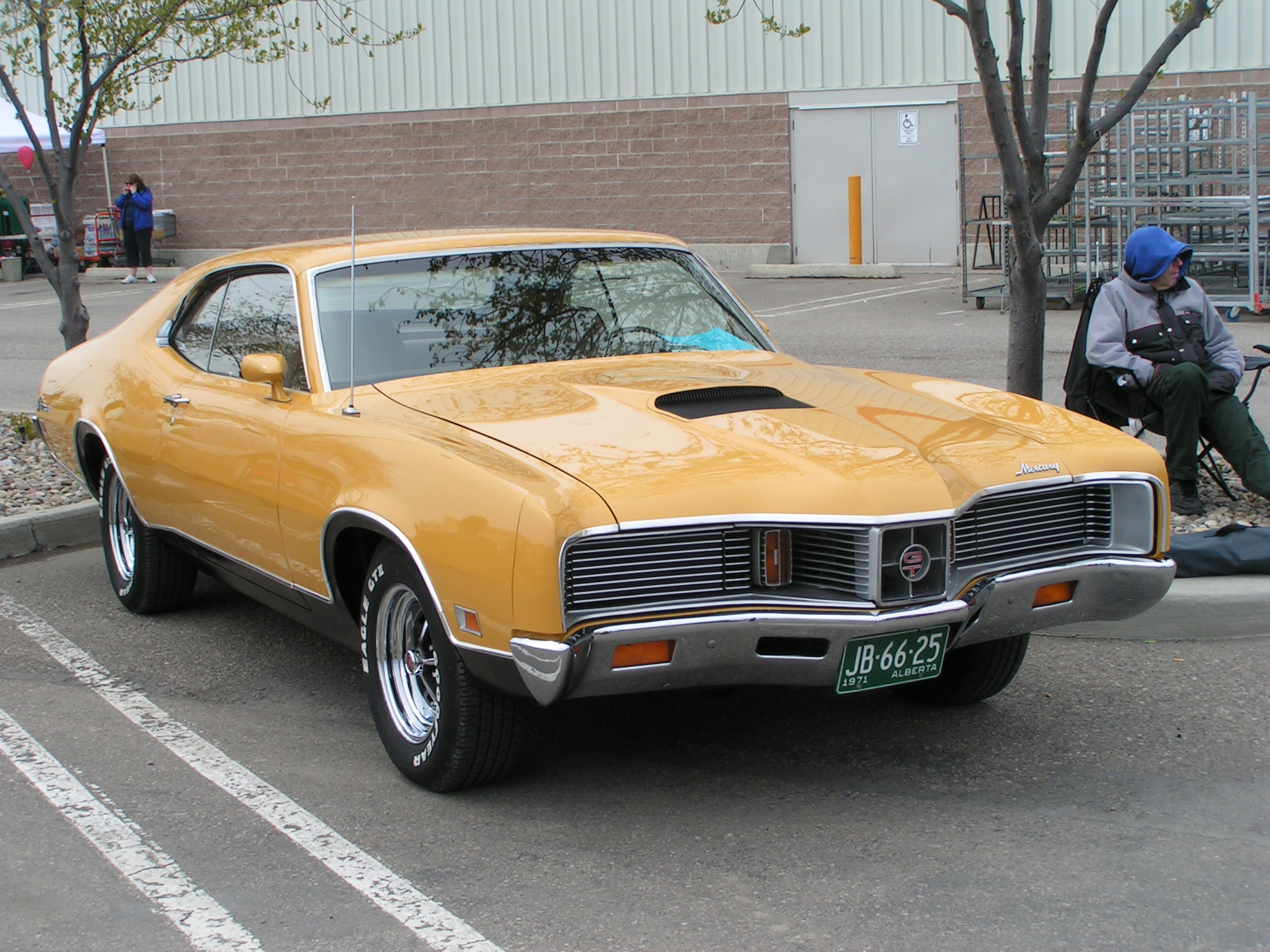
1971 Mercury Cyclone GT

| Karosstyp                    | Modellnamn                | Antal  |
| Två-dörrars hardtop          | Comet Cyclone             | 29 372 |
| Två-dörrars hardtop          | Comet Cyclone GT          | 17 231 |
| Cabriolet                    | Comet Cyclone             | 1 736  |
| Cabriolet                    | Comet Cyclone GT          | 2 536  |
| Två-dörrars hardtop          | Cyclone                   | 1 034  |
| Två-dörrars hardtop          | Cyclone GT                | 334    |
| Två-dörrars fastback hardtop | Cyclone                   | 14 186 |
| Två-dörrars fastback hardtop | Cyclone GT                | 18 562 |
| Två-dörrars fastback hardtop | Cyclone CJ                | 3 261  |
| Två-dörrars fastback hardtop | Cyclone Spoiler           | 1 984  |
| Totalt                       | Comet Cyclone och Cyclone | 90 236 |
| ---------------------------- | ------------------------- | ------ |

### Fotnoter
1. ↑  Av de 30 bilar av 1972 års modell som tillverkades var 29 av modell Montego GT och endast en av modell Montego MX. 20 av dessa bilar var utrustade med en 429 kubiktums V8 (7 030 cc) på 205 hk SAE (153 kW) och övriga tio med en 351 kubiktums V8 (5 752 cc) kallad "Cobra Jet" på 248 hk SAE (185 kW).
2. ↑  Produktion av Comet Cyclone hardtop uppdelad på modellår: 1964 (7 454), 1965 (12 347), 1966 (6 889), 1967 (2 682)
3. ↑  Produktion av Comet Cyclone GT hardtop uppdelad på modellår: 1966 (13 812), 1967 (3 419)
4. ↑  Produktion av Comet Cyclone convertible uppdelad på modellår: 1966 (1 305), 1967 (431)
5. ↑  Produktion av Comet Cyclone GT convertible uppdelad på modellår: 1966 (2 158), 1967 (378)
6. ↑  Cyclone hardtop utan namnet "Comet" tillverkades endast 1968
7. ↑  Cyclone GT hardtop utan namnet "Comet" tillverkades endast 1968
8. ↑  Produktion av Cyclone fastback uppdelad på modellår: 1968 (6 165), 1969 (5 882), 1970 (1 695), 1971 (444)
9. ↑  Produktion av Cyclone GT fastback uppdelad på modellår: 1968 (6 105), 1969 (ingen tillverkning), 1970 (10 170), 1971 (2 287)
10. ↑  Modellen Cyclone CJ fastback fanns endast 1969
11. ↑  Produktion av Cyclone Spoiler uppdelad på modellår: 1970 (1 631), 1971 (353)
12. ↑  Produktion av samtliga Cyclone-modeller uppdelad på modellår: 1964 (7 454), 1965 (12 347), 1966 (24 164), 1967 (6 910), 1968 (13 638), 1969 (9 143), 1970 (13 496) och 1971 (3 084)

- Wikimedia Commons har media som rör Mercury Cyclone.